# Aeroportul Barra
Aeroportul Barra (IATA: BRR, ICAO: EGPR) este un aeroport din Hebridele exterioare, Scoția, Regatul Unit ce deservește zona Barra⁠(d). Aeroportul a fost tranzitat în 2022 de 13.102 pasageri. A fost numit după zona deservită.
Situat la o altitudine de 2 m, aeroportul dispune de 3 piste. Este operat de Highlands and Islands Airports⁠(d).

## Infrastructură

### Piste
Aeroportul dispune de 3 piste: 
- pista 07/25 din Nisip, cu dimensiunile 799 m × 60 m
- pista 15/33 din Nisip, cu dimensiunile 846 m × 46 m
- pista 11/29 din Nisip, cu dimensiunile 680 m × 46 m